# 史載
史載，河南兰阳县人，清朝政治人物、进士出身。

## 生平
顺治三年，登进士。顺治六年，授工部主事，后担任浙江嘉兴府知府。